# Rhydderch II de Strathclyde
Rhydderch II de Strathclyde roi des bretons de   Strathclyde  du début du  IXe siècle.
Dans la généalogie des rois de Strathclyde ou d’Ath Clut du manuscrit Harleian MS 3859, Rhydderch est désigné comme le fils de Eugein  et le père de Dumngual. Nous ne connaissons rien d’autre de lui. 

## Sources
- Alan MacQuarie, The Kings of Strathclyde 400-1018 dans Medieval Scotland: Crown Lorship and Community, Essay. Ouvrage collectif présenté par G.W.S. Barrow. Edinburgh University Press (1998)  (ISBN 0-7486-1110-X) ,p. 1-19 & Table p. 6.